# Cyphelium tricinctum
Cyphelium tricinctum är en lavart som först beskrevs av F. Wilson, och fick sitt nu gällande namn av Alexander Zahlbruckner 1922. Cyphelium tricinctum ingår i släktet Cyphelium och familjen Caliciaceae.   Inga underarter finns listade i Catalogue of Life.